# Облога Селінунта
Облога Селінунта — відбулася у 409 до н. е. під час Карфагенської війни 409—405 до зв. е.

## Хід облоги
Висадившись навесні на Сицилії, Ганнібал Магон виступив проти Селінунта.
Селінунтці послали по допомогу до Сіракуз. Ганнібал розділив армію на дві частини, мабуть, направивши частину військ для обходу міста зі сходу, щоб запобігти можливому підходу грецьких підкріплень. Основні сили розпочали штурм за допомогою шести величезних облогових веж та такої ж кількості таранів. Мешканці Селінунта, які раніше перебували в союзі з карфагенянами, не дбали про ремонт фортечних стін; облогові вежі противника перевершували їх висотою, і карфагенські лучники легко вражали захисників. В обороні міста брало участь все населення, включаючи жінок та дітей, але карфагеняни атакували хвилями, змінюючи втомлені частини свіжими. Їм вдалося зробити пролом, куди увірвалися загони кампанців. Після жорстокого бою греки вибили їх із пролому і завдали великих втрат, оскільки пролом не був розчищений від уламків і відступ був утруднений.
Селінунтські гінці прибули в Акрагант, Гелу та Сіракузи, і міста негайно стали готувати допомогу. Акрагантці та гелойці чекали на підхід сиракузян, але тим спочатку довелося укласти мир із халкідцями, а потім збирати війська з навколишніх районів. Вони не дуже поспішали, оскільки не уявляли інженерних можливостей карфагенян і розраховували, що Селінунт досить довго зможе витримувати облогу.
Ганнібал піддав Селінунт атакам протягом восьми днів, облогові машини зруйнували ділянку стіни поряд з проломом, і на світанку дев'ятого дня армія карфагена почала загальний штурм з двох сторін. У пролом були кинуті добірні війська, після жорстокого бою та ціною великих втрат ібери подолали завал і відтіснили захисників у глиб міста. Греки билися відчайдушно, але не мали резервів, Ганнібал підтримував безперервність бою шляхом ротації частин.
Відступивши, захисники кілька годин стримували супротивника у вузьких вулицях, а жінки та діти вражали карфагенян камінням та черепицею з дахів будівель. Вуличні бої тривали до полудня, поки нові карфагенські війська не зламали ослаблених безперервним боєм захисників. Останні грецькі бійці відступили до ринкової площі, де всі загинули у нерівному бою.
До ночі грабіж припинився. Місто лежало в руїнах, було вирізано 16 тис. осіб та 5 тис. взято в полон.
2600 селінунтців зуміли врятуватися і знайти притулок в Акраганті. Туди ж прибув добірний сиракузький загін із трьох тисяч осіб під командуванням Діокла. Дізнавшись про падіння Селінунта, сиракузяни просили Ганнібала звільнити полонених в обмін на викуп, взятий у храмах, але карфагенський командувач відповів, що якщо селінунтці «не змогли зберегти свободу, то повинні перебувати в рабстві, і боги, розгнівані на мешканців, залишили Селінунт». Зрештою біженці змогли домовитися про повернення на батьківщину за умови сплати данини карфагенянам.